# Somalodilloides laticauda
Somalodilloides laticauda är en kräftdjursart som beskrevs av Stefano Taiti och Franco Ferrara 2004. Somalodilloides laticauda ingår i släktet Somalodilloides och familjen Eubelidae. Inga underarter finns listade i Catalogue of Life.